# Shizuoka International Athletics Meet 2021
Das Shizuoka International Athletics Meet 2021 war eine Leichtathletik-Veranstaltung die am 3. Mai 2021 im Shizuoka-Ecopa-Stadion in Fukuroi in der Präfektur Shizuoka stattfand. Es war Teil der World Athletics Continental Tour und zählt zu den Bronze-Meetings, der dritthöchsten Kategorie dieser Leichtathletik-Serie.

## Resultate

### Männer

#### 200 m
| Platz | Athlet            | Land | Zeit (s) |
| ----- | ----------------- | ---- | -------- |
| 1     | Shōta Iizuka      | JPN  | 20,52 SB |
| 2     | Yūki Koike        | JPN  | 20,73 SB |
| 3     | Shoichi Kobayashi | JPN  | 20,90    |
| 4     | Akira Matsumoto   | JPN  | 20,96 SB |
| 5     | Jun Yamashita     | JPN  | 21,10    |
| 6     | Daichi Sawa       | JPN  | 21,16    |
| 7     | Ko Takagi         | JPN  | 21,19    |
| 8     | Reona Miura       | JPN  | 21,25    |

Wind: −0,5 m/s

#### 400 m
| Platz | Athlet            | Land | Zeit (s) |
| ----- | ----------------- | ---- | -------- |
| 1     | Mitsuki Kawauchi  | JPN  | 46,10 SB |
| 2     | Daiki Nose        | JPN  | 46,35 PB |
| 3     | Shunta Fujiyoshi  | JPN  | 46,50 PB |
| 4     | Takamasa Kitagawa | JPN  | 46,74 SB |
| 5     | Naoki Kitadani    | JPN  | 46,96 SB |
| 6     | Naoki Kobayashi   | JPN  | 46,99 SB |

#### 800 m (Lauf 1)
| Platz | Athlet          | Land | Zeit (min) |
| ----- | --------------- | ---- | ---------- |
| 1     | Hiroki Minamoto | JPN  | 1:47,71 PB |
| 2     | Keita Nakai     | JPN  | 1:48,95 PB |
| 3     | Yutarou Iihama  | JPN  | 1:49,70 SB |
| 4     | Daisuke Sakurai | JPN  | 1:51,19 SB |
| 5     | Yuki Taguchi    | JPN  | 1:52,31 SB |
| 6     | Riku Sakamoto   | JPN  | 1:52,42 SB |
| 7     | Jiro Shikai     | JPN  | 1:54,73 SB |

#### 800 m (Lauf 2)
| Platz           | Athlet            | Land | Zeit (min) |
| --------------- | ----------------- | ---- | ---------- |
| 1               | Shō Kawamoto      | JPN  | 1:47,80 SB |
| 2               | Kenta Umetani     | JPN  | 1:48,41 SB |
| 3               | Daichi Setoguchi  | JPN  | 1:48,55 SB |
| 4               | Daiki Nemoto      | JPN  | 1:49,09 SB |
| 5               | Takero Ichinomiya | JPN  | 1:50,17 SB |
| 6               | Mikuto Kaneko     | JPN  | 1:50,66 SB |
| 7               | Junya Matsumoto   | JPN  | 1:51,17 SB |
|                 | Taichi Ichino     | JPN  | DNF        |
| Takuto Hanamura | JPN               | DNF  |            |

#### 400 m Hürden (Lauf 3)
| Platz | Athlet             | Land | Zeit (s) |
| ----- | ------------------ | ---- | -------- |
| 1     | Hiroya Kawagoe     | JPN  | 49,91 SB |
| 2     | Yūki Matsushita    | JPN  | 50,52 SB |
| 3     | Takayuki Kishimoto | JPN  | 50,56 SB |
| 4     | Kakeru Inoue       | JPN  | 50,90 SB |
| 5     | Masayuki Obayashi  | JPN  | 50,97 SB |
| 6     | Kotaro Miyao       | JPN  | 51,18    |

#### 400 m Hürden (Lauf 4)
| Platz | Athlet             | Land | Zeit (s) |
| ----- | ------------------ | ---- | -------- |
| 1     | Kazuki Kurokawa    | JPN  | 50,20 SB |
| 2     | Hiromu Yamauchi    | JPN  | 50,23 SB |
| 3     | Takatoshi Abe      | JPN  | 50,35 SB |
| 4     | Masaki Toyoda      | JPN  | 50,82 SB |
| 5     | Tatsuhiro Yamamoto | JPN  | 51,01    |
| 6     | Masaya Oda         | JPN  | 51,46 SB |
| 7     | Shinnosuke Hase    | JPN  | 52,06    |
|       | Kyohei Yoshida     | JPN  | DSQ      |

#### Hochsprung
| Platz | Athlet           | Land | Höhe (m) |
| ----- | ---------------- | ---- | -------- |
| 1     | Takashi Etō      | JPN  | 2,30 =PB |
| 2     | Naoto Tobe       | JPN  | 2,30 SB  |
| 3     | Yuto Seko        | JPN  | 2,27 PB  |
| 4     | Haruki Horii     | JPN  | 2,24 PB  |
| 5     | Tomohiro Shinno  | JPN  | 2,24 =SB |
| 6     | Ryōichi Akamatsu | JPN  | 2,20 SB  |
| 7     | Ryō Satō         | JPN  | 2,20 SB  |
| 8     | Naoto Hasegawa   | JPN  | 2,15 SB  |
| 9     | Hirokazu Sakai   | JPN  | 2,10     |
| 10    | Sho Watanabe     | JPN  | 2,10     |
| 10    | Syo Katsuda      | JPN  | 2,10 SB  |
| 10    | Kazuhiro Ota     | JPN  | 2,10     |
| 13    | Keitaro Fujita   | JPN  | 2,10 SB  |
| 13    | Yuichi Ebisuya   | JPN  | 2,10     |
| 15    | Motoi Honda      | JPN  | 2,05     |

#### Kugelstoßen
| Platz | Athletin         | Land | Weite (m) |
| ----- | ---------------- | ---- | --------- |
| 1     | Daichi Morishita | JPN  | 18,01 SB  |
| 2     | Masahira Sato    | JPN  | 17,94 SB  |
| 3     | Reiji Takeda     | JPN  | 17,69 SB  |
| 4     | Hikaru Murakami  | JPN  | 17,67 SB  |
| 5     | Ryuji Iwasa      | JPN  | 17,43 SB  |
| 6     | Seiya Tobe       | JPN  | 17,13 PB  |
| 7     | Hitoshi Okumura  | JPN  | 16,73 SB  |
| 8     | Daichi Nakamura  | JPN  | 16,49 SB  |
| 9     | Tomoki Yonekura  | JPN  | 16,07 SB  |
| 10    | Ryoma Bessho     | JPN  | 16,02 SB  |
| 11    | Takeru Miyazaki  | JPN  | 15,83 SB  |
| 12    | Yuki Natsui      | JPN  | 15,78     |
| 13    | Tatsuya Kai      | JPN  | 15,65     |
| 14    | Takeru Ujiie     | JPN  | 15,58 SB  |
| 15    | Jason Atuobeng   | JPN  | 15,08 SB  |

#### Hammerwurf
| Platz | Athlet            | Land | Weite (m) |
| ----- | ----------------- | ---- | --------- |
| 1     | Ryōta Kashimura   | JPN  | 71,12 SB  |
| 2     | Tatsuto Nakagawa  | JPN  | 71,10 PB  |
| 3     | Yudai Kimura      | JPN  | 70,41 PB  |
| 4     | Yushiro Hosaka    | JPN  | 68,68     |
| 5     | Hiroki Ako        | JPN  | 68,49 SB  |
| 6     | Takahiro Kobata   | JPN  | 68,11 SB  |
| 7     | Naoki Uematsu     | JPN  | 67,93 SB  |
| 8     | Kunihiro Sumi     | JPN  | 67,75 SB  |
| 9     | Shōta Fukuda      | JPN  | 64,83     |
| 10    | Katsuya Endo      | JPN  | 62,54 SB  |
| 11    | Kohei Oda         | JPN  | 62,45     |
| 12    | Masayoshi Okumura | JPN  | 61,75     |
| 13    | Daiki Kumon       | JPN  | 61,25     |
| 14    | Makoto Ishikawa   | JPN  | 59,21     |
|       | Kentaro Yoshino   | JPN  | NM        |

### Frauen

#### 200 m
| Platz | Athlet               | Land | Zeit (s) |
| ----- | -------------------- | ---- | -------- |
| 1     | Aiko Iki             | JPN  | 23,71 PB |
| 2     | Haruna Kuboyama      | JPN  | 23,92 PB |
| 3     | Sayumi Yoshida       | JPN  | 23,95    |
| 4     | Yumi Hosoya          | JPN  | 24,11    |
| 5     | Sakiho Kageyama      | JPN  | 24,42    |
| 6     | Kana Ichikawa        | JPN  | 24,53    |
| 7     | Abidahlarry Miyatake | JPN  | 24,55    |
| 8     | Sae Miyazono         | JPN  | 24,56 SB |

Wind: +0,2 m/s

#### 400 m (Lauf 1)
| Platz | Athlet           | Land | Zeit (s) |
| ----- | ---------------- | ---- | -------- |
| 1     | Yuna Iwata       | JPN  | 54,51 SB |
| 2     | Mio Sudo         | JPN  | 55,19    |
| 3     | Akane Fujinuma   | JPN  | 55,59 SB |
| 4     | Shiina Gono      | JPN  | 55,96 SB |
| 5     | Sena Kawachi     | JPN  | 56,45    |
| 6     | Hinako Yoshinaka | JPN  | 58,04 SB |

#### 400 m (Lauf 2)
| Platz | Athlet          | Land | Zeit (s) |
| ----- | --------------- | ---- | -------- |
| 1     | Haruna Kuboyama | JPN  | 54,90 PB |
| 2     | Kina Matsuo     | JPN  | 55,38 SB |
| 3     | Airi Oshima     | JPN  | 56,10    |
| 4     | Mayu Inaoka     | JPN  | 56,40    |
| 5     | Nano Nakano     | JPN  | 56,76 SB |
| 6     | Konomi Takeishi | JPN  | 57,13 SB |
| 6     | Ririka Murozuki | JPN  | 59,12 SB |

#### 800 m
| Platz | Athlet        | Land | Zeit (min) |
| ----- | ------------- | ---- | ---------- |
| 1     | Yume Kitamura | JPN  | 2:03,05 SB |
| 2     | Nozomi Tanaka | JPN  | 2:03,19 PB |
| 3     | Yuki Hirota   | JPN  | 2:05,08 SB |
| 4     | Riku Kikuchi  | JPN  | 2:06,37 SB |
| 5     | Hana Yamada   | JPN  | 2:07,06 SB |
| 6     | Airi Ikezaki  | JPN  | 2:08,22 SB |
| 7     | Momoka Muto   | JPN  | 2:08,46 SB |
| 8     | Miu Nakamura  | JPN  | 2:09,52 SB |
| 9     | Sena Kawachi  | JPN  | 2:11,17 SB |

#### 400 m Hürden
| Platz | Athlet         | Land | Zeit (s) |
| ----- | -------------- | ---- | -------- |
| 1     | Moeka Sekimoto | JPN  | 57,33 SB |
| 2     | Eri Utsunomiya | JPN  | 57,57 SB |
| 3     | Akiko Ito      | JPN  | 58,65 SB |
| 4     | Yuka Kawamura  | JPN  | 58,96 SB |
| 5     | Mizuna Ono     | JPN  | 59,21 SB |
| 6     | Rui Tsugawa    | JPN  | 60,52 SB |
| 7     | Ayesha Ibrahim | JPN  | 60,81 SB |

#### Dreisprung
| Platz | Athletin          | Land | Weite (m) |
| ----- | ----------------- | ---- | --------- |
| 1     | Mariko Morimoto   | JPN  | 13,32 PB  |
| 2     | Maoko Takashima   | JPN  | 13,04 PB  |
| 3     | Sakura Uchiyama   | JPN  | 12,71 SB  |
| 4     | Eri Sakamoto      | JPN  | 12,47 SB  |
| 5     | Kanna Kawai       | JPN  | 12,46 SB  |
| 6     | Saki Kemmochi     | JPN  | 12,43     |
| 7     | Azuki Nakatsugawa | JPN  | 12,39 SB  |
| 8     | Mana Hatta        | JPN  | 12,22 SB  |
| 9     | Mei Kida          | JPN  | 12,20 SB  |
| 10    | Hina Tagami       | JPN  | 12,17 SB  |
| 11    | Sayaka Asano      | JPN  | 12,08 SB  |
| 12    | Sayaka Kurata     | JPN  | 12,07 SB  |

#### Hammerwurf
| Platz | Athletin          | Land | Weite (m) |
| ----- | ----------------- | ---- | --------- |
| 1     | Akane Watanabe    | JPN  | 65,22     |
| 2     | Hitomi Katsuyama  | JPN  | 60,54 SB  |
| 3     | Miharu Kodate     | JPN  | 59,56     |
| 4     | Sako Takahashi    | JPN  | 58,65 PB  |
| 5     | Sekiguchi Kiyono  | JPN  | 58,41 SB  |
| 6     | Sara Fujimoto     | JPN  | 57,97 SB  |
| 7     | Narumi Matsushima | JPN  | 57,31 PB  |
| 8     | Wakana Sato       | JPN  | 55,42 SB  |
| 9     | Kana Taniuchi     | JPN  | 54,34     |
| 10    | Kazuha Tada       | JPN  | 53,85 SB  |
| 11    | Momoko Watanabe   | JPN  | 53,80 SB  |
| 12    | Ririka Okumura    | JPN  | 53,50     |
| 13    | Harumi Harada     | JPN  | 52,53 SB  |
| 14    | Koharu Okui       | JPN  | 51,58     |
| 15    | Mio Higashi       | JPN  | 50,72 SB  |
|       | Erina Hamada      | JPN  | NM        |